# چینچیلایان
چینچیلایان (نام علمی: Chinchillidae) نام یک تیره از راسته جوندگان است.